# 靠山街道 (呼伦贝尔市)
靠山街道，是中华人民共和国内蒙古自治区呼伦贝尔市海拉尔区下辖的一个乡镇级行政单位。位于铁路海拉尔站北侧，主要为铁路职工居住区。

## 行政区划
靠山街道下辖以下地区：
梅园社区、育英社区、友谊社区、迎春社区、芳园社区和牡丹社区。